# Gastrosaccus sanctus
Gastrosaccus sanctus är en kräftdjursart som först beskrevs av Van Beneden 1861.  Gastrosaccus sanctus ingår i släktet Gastrosaccus och familjen Mysidae. Arten är reproducerande i Sverige. Inga underarter finns listade i Catalogue of Life.